# Néchin
Néchin és un antic municipi de Bèlgica, fusionat l'1 de gener de 1977 amb Estaimpuis, situat a la província d'Hainaut a la regió valona de Bèlgica, a la frontera amb França.
El primer esment escrit Necin data del 1107. Significa «lloc o mas nou». Durant l'antic règim la parròquia era compartida entre la senyoria de la Royère (de la castellania de Lilla) i la senyoria de Lobel (de la castellania de Kortrijk) al comtat de Flandes. Va conèixer una expansió demogràfica quan obrers fronterers de Flandes s'hi estableixen a la fi del segle xix.
És conegut per una urbanització luxosa de rics refugiats fiscals de França, del qual els més fomosos són Gerard Depardieu que hi va arribar el desembre de 2012 abans d'anar-se'n cap a Rússia i la nissaga dels Mulliez, propietaris del grup de distribució Auchan.

## Llocs d'interés
- Castell de la Royère, un castell de mota i pati del segle xi, incendiat el 1477.[1]
- Església de Sant Amand. L'església del segle xiii va ser destruïda el 18 d'octubre de 1918 a la fi de la primera guerra mundial.[1] Només queden uns pocs vestigis que van ser incorporats en el temple nou, estrenat el 1923.